# 大岡忠恕
大岡 忠恕（おおおか ただゆき / ただのり）は、江戸時代後期の大名。武蔵岩槻藩藩第7代藩主。大岡忠房家10代当主。大岡忠固の三男。

## 生涯
天保9年（1838年）12月1日、将軍徳川家慶に拝謁する。同年12月16日、従五位下兵庫頭に叙任する。嘉永5年（1852年）8月25日、父忠固の死去により家督を相続する。文久2年（1862年）に公武合体の一環として、孝明天皇の妹・和宮が14代将軍・徳川家茂に降嫁の際、幕府より道中警備を命じられて助郷と人馬のほか34名の藩士を駆出している。この負担により藩内の村々は疲弊した。
このほかに幕末の動乱や天災、岩槻城本丸の焼失など災害にも遭い、藩の財政破綻に苦しむ治世だった。慶応2年（1866年）3月29日、隠居し、長男忠貫に家督を譲った。慶応4年3月8日、江戸から岩槻に移住する。明治3年（1870年）3月25日、明治天皇に拝謁する。明治4年（1871年）11月14日、東京に移住する。明治13年（1880年）に死去。享年58。

## 系譜
父母
- 大岡忠固（父）
- 稲葉正諶の娘（母）

正室
- 横田春松の娘

子女
- 大岡忠貫（長男）生母は正室
- 稲葉正善（次男）生母は正室
- 田沼意斉（五男）
- 安藤某、生母は正室